# Sjeksna
De Sjeksna (Russisch: Шексна́) is een korte rivier in de oblast Vologda in het noordwesten van Rusland. De rivier is 139 kilometer lang en maakt onderdeel van van de Wolga-Baltische waterweg. Het stroomgebied heeft een oppervlakte van 19.000 km2.
De bron van de rivier is het Belojemeer. De rivier stroomt eerst naar het zuiden en maakt een bocht naar het westen en komt bij Tsjerepovets uit in het noorden van het Stuwmeer van Rybinsk. Voor de aanleg van stuwmeren voor de elektriciteitsvoorziening was de rivier 400 kilometer lang. Voorheen lag de monding van de rivier in de Wolga bij Rybinsk in het uiterste zuiden van het gelijknamige stuwmeer. Dit stuwmeer werd tussen 1935 en 1947 aangelegd.
De rivier is deels gekanaliseerd en maakt onderdeel uit van de Wolga-Baltische waterweg. Het is een essentiële schakel voor het scheepvaartverkeer tussen de Wolga en Sint-Petersburg aan de Finse Golf.
- Virtual International Authority File: 315139487